# Estación de Ronda de Capuchinos
Capuchinos será una estación de la línea 3 del metro de Sevilla situada en la Ronda histórica, bordeando al casco antiguo. En la zona hacen parada en la zona varias líneas de autobuses urbanos e interurbanos.

## Accesos
- Ronda de capuchinos Ronda de Capuchinos
- Ronda de Capuchinos.

## Líneas y correspondencias
| << cabecera        | < estación | línea | estación >        | cabecera >>          |
| ------------------ | ---------- | ----- | ----------------- | -------------------- |
| Pino Montano Norte | Macarena   |       | María Auxiliadora | Hospital V. de Valme |

## Conexiones

### Autobuses urbanos
Diversas líneas de autobuses urbanos propiedad de la empresa TUSSAM tienen parada en la proximidad de la futura estación.
| N.º de parada | LÍNEA | Trayecto                                | Zona         |
| ------------- | ----- | --------------------------------------- | ------------ |
|               | 1     | Polígono Norte - Hospital V. del Rocío  | Transversal  |
|               | 11    | Ponce de León - Los Príncipes           | Radial Norte |
|               | 12    | Ponce de León - Pino Montano            | Radial Norte |
|               | 16    | Plaza Jerónimo de Córdoba - Valdezorras | Radial Norte |
|               | C1    | << Circular exterior                    | Circular     |
|               | C2    | Circular exterior >>                    | Circular     |
|               | C3    | << Circular interior                    | Circular     |
|               | C4    | Circular interior >>                    | Circular     |
|               | A2    | Prado S. Sebastián - San Jerónimo       | Noctura      |